# École de l'aviation légère de l'Armée de terre
L'École de l'aviation légère de l'Armée de terre (EALAT) est une école de l'Armée de terre française chargée de l'instruction des pilotes d'hélicoptères de l'aviation légère de l'Armée de terre. Elle est implantée sur deux sites situés à Le Cannet-des-Maures (base « général Lejay ») et Dax (base « général Navelet »).
L'école est aussi chargée de la qualification de vol aux instruments pour des pilotes de l’Armée de l'air et de la Marine nationale. L'une de ses composantes est binationale avec l'école franco-allemande de formation des équipages Tigre.
Au total, 15 000 heures de vol par an sont effectués par ses appareils, au profit de la formation des pilotes, mais aussi dans le cadre de l'opération Héphaïstos (lutte contre les feux de forêts), qui chaque été, permet le transport par hélicoptère d’hommes de l'unité de la sécurité civile UIISC 7 dans certaines zones inaccessibles par la route,.

## Histoire
Tout comme l'ALAT qui est issue de l'aviation légère d'observation d'artillerie (ALOA), l'école est héritière de l'école de spécialisation de l’aviation légère d'observation d'artillerie (ES ALOA) créée en mai 1953, elle-même fondée à partir du CPOA (Cours pratique d'observation aérienne) créé en octobre 1945.
- 1er mai 1957 : création de l'école de spécialisation de l'aviation légère de l'Armée de terre (ES ALAT) à Mayence en Allemagne de l'Ouest, avec un détachement dans ce même pays à Finthen et un autre en France à Satory dans les Yvelines.
- 1er août 1957 : création de l'école d'application de l'aviation légère de l'Armée de terre (EA ALAT) à Satory, en fusionnant l'escadrille d'instruction sur hélicoptères Vertol H-21 du Cannet-des-Maures et de l'annexe de l'ES ALAT.
- 1er octobre 1957 : l'école d'application est transférée à Sidi-Bel-Abbès (Algérie française).
- 3 juillet 1959 : rapatriement complet de l'ES ALAT à Dax (Landes).
- 19 mars 1963 : retour complet en métropole de l'EA ALAT sur la commune du Cannet-des-Maures.
- 1er juillet 1994 : unification des deux bases écoles sous l'unique nom : EAALAT.
- 1er août 2009 : renommage en école de l'aviation légère de l'Armée de terre (EALAT).
- 1er juillet 2003 : création de l’école franco-allemande Tigre.
- 1er juillet 2010 : création du centre de formation interarmées (CFIA) NH90[4],[3].
- 2 février 2018 : deux hélicoptères Gazelle de l'école se percutent en vol, tuant les cinq officiers à leurs bords[8].

## Les unités

### Base école Général Navelet

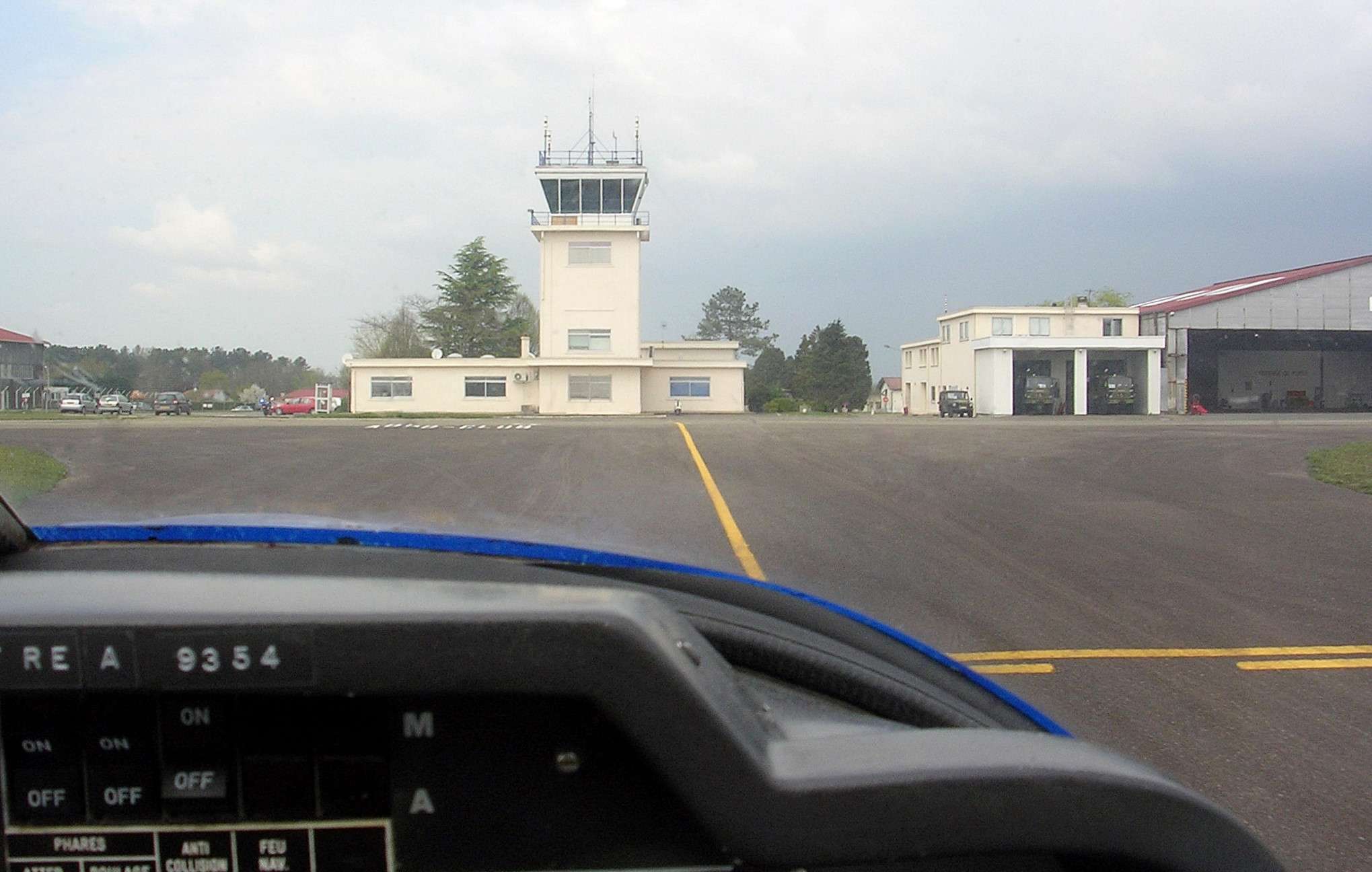
Tour de contrôle de l'aérodrome militaire de Dax - Seyresse.

Après leur formation à l'école spéciale militaire de Saint-Cyr, les nouveaux officiers ayant choisi comme arme l'aviation légère de l'Armée de terre, rejoignent en premier le site de l'école de l'ALAT situé sur la base « général Navelet » à Dax (Landes), pour y suivre la formation initiale de pilotage. Ils seront rejoints par leurs camarades issus des écoles Polytechnique, Navale, de l'air ou des officiers de gendarmerie qui eux aussi ont choisi de devenir pilote d'hélicoptères au profit d'une des 4 armées.
Outre le pilotage de base, les élèves suivent des modules spécifiques : vol à très basse altitude, pilotage assisté par jumelles de vision nocturne et pilotage aux instruments en circulation aérienne militaire.
C'est à l'issue des douze à quinze mois de formation initiale que les élèves sont brevetés « Pilote Militaire d'Hélicoptères » et rejoignent ensuite la base école « général Lejay » au Cannet-des-Maures pour la formation liée au choix de la filière (manœuvre et assaut, appui et destruction ou reconnaissance et attaque).
La base est nommée du nom du général Jean Navelet, commandant de l’ALAT, décédé dans le crash du Broussard qui le transportait au-dessus de la Forêt-Noire (Allemagne), le 27 juin 1967.

### Base école Général Lejay

Logo de meeting des 60 ans de l'ALAT.

La base école située au Cannet-des-Maures pour la formation par spécialité et au combat,. Elle participe à la formation des instructeurs sols du personnel navigant. De plus, elle assure la formation continue des pilotes expérimentés (préparation opérationnelle). L'emplacement du site offre aux pilotes une grande diversité de terrains d’entraînements : mer Méditerranée, moyenne montagne ou plateaux (Valensole ou celui des Pallières). Environ 20 % des vols s'y déroulent de nuit.
La base organise tous les deux ans sur son aérodrome militaire du Luc – Le Cannet, un meeting aérien, celui de juin 2014 fêtant les soixante ans de l'ALAT.
La base est nommée du nom du général André Lejay, premier commandant de l’ALAT, dont il a activement participé à sa création en novembre 1954. son nom avait été donné aussi à la base du GALDIV 7 dissous en 1977
Elle est l'héritière du 2e régiment d'hélicoptères de combat.

#### École Franco-allemande de formation des équipages Tigre (EFA Tigre)
L’EFA Tigre est créée le 1er juillet 2003 pour préparer la formation les futurs équipages de l’hélicoptère de combat Tigre de l'ALAT et de l'Armée allemande. Les premiers appareils ont été affectés à l'école en 2005, tandis que le premier stage de formation a eu lieu en 2006.
Les élèves disposent d'une formation composé à 65 % de séances sur simulateurs dispensés dans la langue de l’aéronautique : l'anglais. Le reste étant composé des cours de pilotages réel dispensé par des instructeurs de la même nationalité que l'élève, en effet les hélicoptères tigres allemand et français ne disposent pas des mêmes systèmes d'armement.
Au total 325 personnes y travaillent et le commandement de l'école tourne tous les trois ans entre les deux pays, le commandant en second était de nationalité différente du chef de corps. L'école a également formé des pilotes espagnols et australiens,.

#### Centre de formation inter-armées NH90 (CFIA NH90)

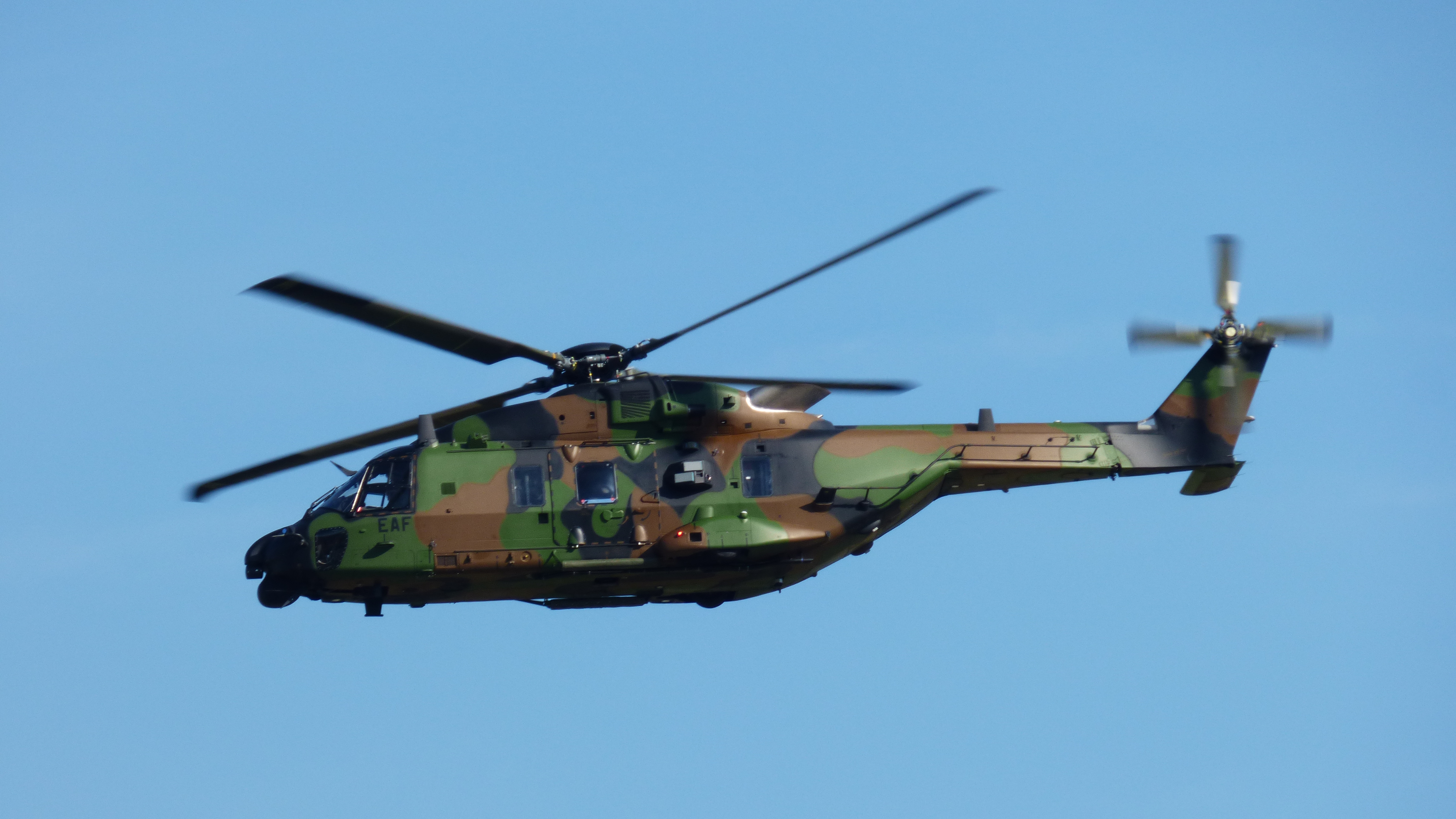
NH 90 Caïman de l'armée française en vol.

Le centre de formation inter-armées NH90, créé le 1er juillet 2010, est un organisme à vocation interarmées (OVIA) chargé de la formation des pilotes de l'Armée de terre et de la Marine nationale sur ce nouvel hélicoptère de transport et de lutte anti-surface/anti-sous-marine
Le cursus est composé de trois mois de cours théoriques suivis par 36 heures sur simulateur et 33 heures de vol. Après cette formation initiale, les pilotes de la marine rejoignent ensuite la base d'aéronautique navale d'Hyères pour leur spécialisation sur la version marine de cet appareil.
Le centre de formation a également une vocation internationale : 47 mécaniciens belges et deux pilotes espagnols ont été accueillis en 2014. D'autres le seront encore pour ces deux pays mais aussi pour l'armée suédoise qui a signé un contrat sur quatre ans prévoyant 300 à 800 heures/an d’entrainement sur simulateurs.

#### Centre de formation des mécaniciens ALAT
Les personnels mécaniciens ALAT sont formés sur deux emprises ; ils suivent une primo-formation à l'école du Matériel de Bourges afin d'être qualifié mécanicien hélicoptère d'une durée de 6  à   8 mois pour les sous officiers et officiers puis une formation de spécialisation sur le matériel sur lesquels ils serviront. Dans ce cadre, ils peuvent passer les qualifications de mécaniciens navigants.

#### Centre de vol en montagne (CVM)
Le centre de vol en montagne (CVM), créé le 9 juin 1960 et situé sur la commune de Sainte-Léocadie (Pyrénées-Orientales), est rattaché à la base en 1999,.

### Centre de formation franco-allemand de Fassberg
Le centre de formation franco-allemand du personnel technico-logistique (CFA-PTL), situé à Fassberg en Allemagne, forme les maintenanciers de l’hélicoptère Tigre. Il a été inauguré le 27 septembre 2003.

## Matériels

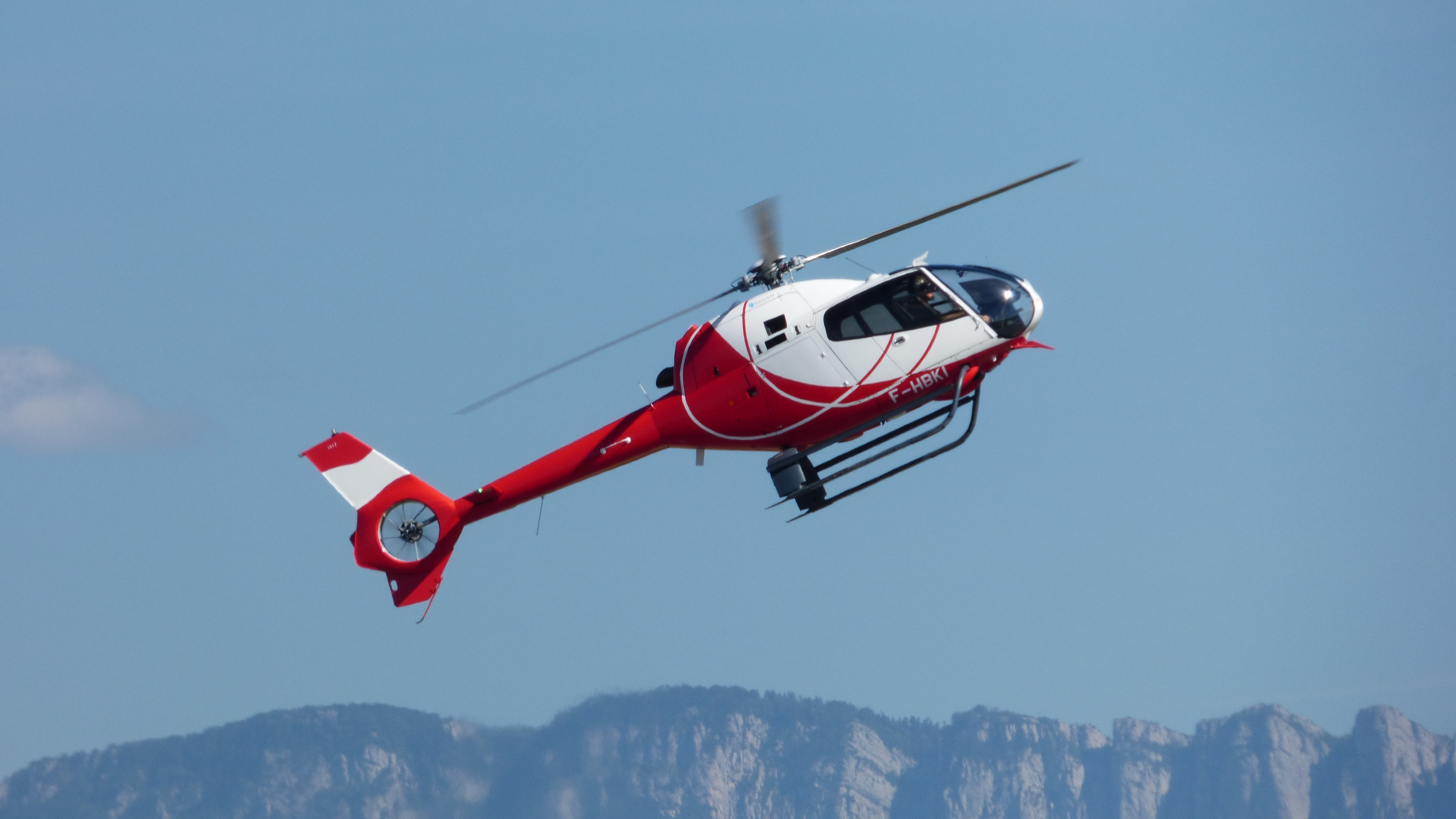
Un Colibri de l’école lors de l'opération portes ouvertes à l’aéroport de Valence-Chabeuil (Drôme - France) pour les 60 ans de l'ALAT.

Depuis 2008, un contrat de partenariat d’une durée de 22 ans a été signé avec la société Hélidax. Sur la base landaise, cette dernière fournit 36 appareils Colibri qui remplacent les anciennes Gazelle sur lesquelles les pilotes étaient jusqu'à présent formés. Le principal objectif de ce remplacement étant de faire baisser le coût de l'heure de vol : celui d’une Gazelle revenant à 2 300 euros contre 900 euros pour celui d’un Colibri. Le 22 mai 2013, les hélicoptères de cette société ont dépassé les 50 000 heures de vols au profit de l'EALAT. Outre la formation initiale, ces hélicoptères peuvent être détachés dans les unités pour permettre aux pilotes d'effectuer des « vols de substitution », c'est-à-dire des entrainements simples à moindre coût.
La base école « général Lejay » possède l’ensemble des appareils en service depuis de nombreuses années au sein de l'ALAT : Gazelle, Fennec et Puma.
En 2013, l'EFA Tigre compte 14 hélicoptères de combat Tigre, dont neuf version française (HAP, Hélicoptère Appui Protection) et cinq version allemande (KHS, Kampfhubschrauber, en français Hélicoptère de combat).
Le CFIA NH90 dispose quant à lui de huit NH90, version Caïman, le premier ayant été livré en juillet 2012.

## Commandants
Commandants de l'ES ALOA (1953-1957) :
- mai 1953 au 31 mai 1955 : colonel André Lejay
- 1er juin 1955 au 30 avril 1957 : colonel Bernard Delaine

Commandants de L'EA.ALAT (1957-1994) :
- 1er août 1957 au 31 août 1960 : lieutenant-colonel Jean Razy
- 1er septembre 1960 au 31 août 1961 : colonel Marcel Duverger
- 1er septembre 1961 au 31 août 1962 : chef de bataillon Raymond Capieu
- 1er septembre 1962 au 31 janvier 1963 : chef d'escadron Philippe Sommerer
- 1er février 1963 au 30 septembre 1963 : chef d'escadron André Coffrand
- 1er octobre 1963 au 30 juin 1966 : lieutenant-colonel Raymond Jestin
- 1er juillet 1966 au 21 juillet 1969 : lieutenant-colonel Jacques Bouleau
- 22 juillet 1969 au 12 septembre 1973 : lieutenant-colonel Armand Le Roy
- 13 septembre 1973 au 30 septembre 1976 : colonel Denis Lafarie
- 1er octobre 1976 au 23 octobre 1980 : colonel Bernard Dubourneau
- 24 octobre 1980 au 2 octobre 1984 : colonel Michel Mage
- 3 octobre 1984 au 10 octobre 1989 : colonel puis général André Martini
- 11 octobre 1989 au 30 juin 1991 : colonel Yves Breteau
- 1er juillet 1991 au 1er août 1993 : colonel Jean-Marie Pauty
- 2 août 1993 au 30 juin 1994 : colonel Charles-Henri De Monchy
- 1er juillet 1994 au 28 août 1995 : colonel Daniel Pradié
- 28 août 1995 au 1er septembre 1997 : lieutenant-colonel Richard Capois
- 2 septembre 1997 au 31 août 1999 : lieutenant-colonel Yann Pertuisel
- 1er septembre 1999 au 30 juin 2001 : lieutenant-colonel Xavier Tissot
- 1er juillet 2001 au 30 juin 2003 : colonel Arnaud Martin
- 1er juillet 2003 au 30 juin 2005 : colonel Éric du Fayet de la Tour
- 1er juillet 2005 au 6 septembre 2007 : colonel Nicolas Veillon
- 7 septembre 2007 au 3 septembre 2009 : colonel Michel Dorandeu
- 4 septembre 2009 au 25 juillet 2011 : colonel Benoît Vidaud
- 15 juillet 2011 au 12 juillet 2013 : colonel Arnaud Faure
- 12 juillet 2013 au 9 juillet 2015 : lieutenant-colonel Xavier Mouret
- 9 juillet 2015 au 5 juillet 2017 : colonel Benoît Cirée
- 6 juillet 2017 au 18 juillet 2019 : lieutenant-colonel Xavier Dorange

Commandants de l’état-major de l'école (depuis 1994) :
- 1er juillet 1994 au 31 août 1995 : général Charles-Henri De Monchy
- 1er septembre 1995 au 30 juin 1997 : général Armel Davout d'Auerstaedt
- 1er juillet 1997 au 31 août 1999 : général Hubert Remond
- 1er septembre 1999 au 30 juin 2001 : général Jacques Gratteau
- 1er juillet 2001 au 31 juillet 2003 : général Jean Roche
- 1er août 2003 au 31 juillet 2005 : général Bruno De Lassus Saint-Genès
- 1er août 2005 au 23 août 2008 : général Patrick Tanguy
- 24 août 2008 au 22 juillet 2010 : général Yann Pertuisel
- 1er août 2010 au 1er août 2012 : général Olivier Gourlez de La Motte
- 1er août 2012 au 31 juillet 2015 : général Marc Demier
- 1er août 2015 au 31 juillet 2018 : général Thierry Le Pichon
- 1er août 2018 au 31 juillet 2020 : général Jean Bouillaud
- 1er août 2020 au 30 juillet 2022 : général Pierre Meyer[28]
- depuis le 31 juillet 2022 : général  David Cruzille[2]

## Musée de l'aviation légère de l'Armée de terre et de l'hélicoptère

Logo de l'association du musée.

Le musée de l'aviation légère de l'Armée de terre et de l'hélicoptère est présent sur la base de Dax, il regroupe une trentaine d'appareils sur 2 500 m2 de hangars,.